# Everglow
Everglow (на корейски: 에버글로우, стилизирано като EVERGLOW) е южнокорейска момичешка група, сформирана от компанията „Yuehua Entertainment“.
Групата се състои от 6 членове: И:Ю, Шихйон, Миа, Онда, Ирон и Аша, които дебютират на 18 март 2019 г. с албума Arrival of Everglow.

## История

### Преди дебют
През 2015 г. Шихйон участва в телевизионното предаване за таланти Produce 101 като „трейни“ (музикант, който се обучава в продължение на няколко месеца преди да дебютира), но е елиминирана по време на осми епизод, заемайки четиридесетата позиция. Подписва договор с Yuehua Entertainment след отпадането си от предаването.
През 2017 г. Онда е елиминирана в четвъртия епизод на предаването Idol School, класирайки се на четиридесето място.
Шихйон и Ирон участват в третото издание на предаването Produce 48. Ирон достига до осмата позиция по време на пети епизод, но не успява да се класира на финала.
На 17 февруари 2019 г. Yuehua Entertainment обявява публично датата на дебют на нова момичешка група, наречена Everglow. Официалният Instagram акаунт на групата е създаден на 18 февруари. Компанията разкрива състава на Everglow с публикуването на шест кратки индивидуални видеоклипа в YouTube канала на Stone Music Entertainment, наречени „Crank In Films“. Официални снимки на членовете на групата са публикувани на 8 март.

### 2019: Дебют сArrival of Everglowи 2-ри сингъл албумHush
Дебютният сингъл албум на новосформираната група, Arrival of Everglow, част от който е и пилотният сингъл „Bon Bon Chocolat“, е издаден на 18 март 2019 г. Песента е резултат от сътрудничеството между групата и музикалния поп композитор Мелани Фонтана. Дебютното изпълнение на Everglow се състои на 21 март и е излъчено по музикалната програма M Countdown.
2-рият сингъл албум, Hush с пилотния сингъл „Adios“, излиза на 19 август 2019 г. На 24 септември 2019 г. печелят първата си награда в The Show.

### 2020:Reminiscence, турне в САЩ и-77.82X-78.29
На 3 февруари 2020 г., Everglow издават първия си мини-албум Reminiscence с пилотния сингъл „Dun Dun“. С тази песен, те за пръв път се появяват на класацията Gaon, като достигат 63-то място, докато албума дебютира на 4-то място в класацията за албуми. Видеото към песента „Dun Dun“ има 185 милиона гледания. На 6 март 2020 г, започва турнето им в САЩ. Групата посещава градове като Далас, Атланта, Чикаго и Джърси Сити, но заради пандемията от коронавирус, останалите концерти са отменени и Everglow не успява да завърши турнето си с разпродаденото им шоу в Лос Анджелис.
2-рият мини албум на музикалния състав, -77.82X-78.29, излиза на 21 септември 2020 г., наред с пилотния сингъл „La Di Da“, който е написан от И:Ю. Песента няма комерсиалния успех на „Dun Dun“ или „Adios“, но за сметка на това, получава много похвали от критиците. „La Di Da“ е наименувана „К-поп песен на годината“ от Billboard. Видеото към сингъла има 80 милиона гледания.
На 12 ноември 2020 г., излиза песента „Let Me Dance“, която е саундтрак към драмата „The Spies Who Loved Me“.
На 1 декември 2020 г., „Yuehua Entertainment“ обявяват, че членовете Шихйон и Ирон са дали положителни проби за коронавирус.

## Членове
Информацията е взета от официалните профили на членовете в Naver.
- Пак Джиуон (на корейски: 박지원), известна като И:Ю (на корейски: 이유), род. 19 май 1998 г.) – лидер, основен рапър, основен танцьор, вокал.
- Ким Шихйон (на корейски: 김시현), известна като Шихйон (на корейски: 시현), род. 5 август 1999 г.) – водещ вокал.
- Хан Унджи (на корейски: 한은지), известна като Миа (на корейски: 미아), род. 13 януари 2000 г.) – основен вокал, основен танцьор.
- Джо Серим (на корейски: 조세림), известна като Онда (на корейски: 온다), род. 18 май 2000 г.) – водещ танцьор, вокал.
- Хо Юрим (на корейски: 허유림), известна като Аша (на корейски: 아샤), род. 21 юли 2000 г.) – водещ рапър, вокал.
- Уанг Ирон (на корейски: 왕이런; на китайски: 王怡人), известна като Ирон (на корейски: 이런), род. 29 декември 2000 г.) – лице на групата, водещ танцьор, вокал и макне (най-млада).

## Дискография

### Мини-албуми
| Заглавие           | Информация | Пикови позиции в класациите | Продажби                             |
| Заглавие           | Информация | Южна Корея                  | Продажби                             |
| ------------------ | --- | --------------------------- | ------------------------------------ |
| Reminiscence       | - Издаден: 3 февруари 2020 г. - Компания: Yuehua Entertainment - Формат: CD, дигитално разпространение, стрийминг аудио   | 4                           | - KOR: 30 912 - JPN: 1649 - US: 1000 |
| -77.82X-78.29      | - Издаден: 21 септември 2020 г. - Компания: Yuehua Entertainment - Формат: CD, дигитално разпространение, стрийминг аудио | 4                           | - KOR: 48 131                        |
| Return Of The Girl | - Издаден: 1 декември 2021 г. - Компания: Yuehua Entertainment - Формат: CD, дигитално разпространение, стрийминг аудио   |                             |                                      |

### Сингъл албуми
| Заглавие            | Информация | Пикови позиции в класациите | Продажби      |
| Заглавие            | Информация | Южна Корея                  | Продажби      |
| ------------------- | --- | --------------------------- | ------------- |
| Arrival of Everglow | - Издаден: 18 март 2019 г. - Компания: Yuehua Entertainment - Формат: CD, дигитално разпространение, стрийминг аудио   | 6                           | - KOR: 27 537 |
| Hush                | - Издаден: 19 август 2019 г. - Компания: Yuehua Entertainment - Формат: CD, дигитално разпространение, стрийминг аудио | 5                           | - KOR: 28 150 |
| Last Melody         | - Издаден: 25 май 2021 г. - Компания: Yuehua Entertainment - Формат: CD, дигитално разпространение, стрийминг аудио    |                             |               |
| ALL MY GIRLS        | - Издаден: 18 август 2023 г. - Компания: Yuehua Entertainment - Формат: CD, дигитално разпространение, стрийминг аудио |                             |               |
| ZOMBIE              | - Издаден: 10 юни 2024 г. - Компания: Yuehua Entertainment - Формат: CD, дигитално разпространение, стрийминг аудио    |                             |               |

### Сингли
| Заглавие                                   | Година | Пикови позиции в класациите | Пикови позиции в класациите | Продажби   | Албум               |
| Заглавие                                   | Година | Южна Корея                  | САЩ                         | Продажби   | Албум               |
| ------------------------------------------ | ------ | --------------------------- | --------------------------- | ---------- | ------------------- |
| Bon Bon Chocolat на корейски: (봉봉쇼콜라) | 2019   | —                           | 5                           | - US: 5000 | Arrival of EVERGLOW |
| Adios                                      | 2019   | 74                          | 2                           | - US: 1000 | Hush                |
| Dun Dun                                    | 2020   | 85                          | 3                           | - US: 5000 | Reminiscence        |
| La Di Da                                   | 2020   | —                           | 5                           | N/A        | -77.82X-78.29       |
| Let Me Dance                               | 2020   |                             |                             |            | —                   |
| FIRST                                      | 2021   |                             |                             |            | Last Melody         |
| Promise                                    | 2021   |                             |                             |            | —                   |
| Pirate                                     | 2021   |                             |                             |            | Return of The Girl  |
| Ghost Light                                | 2022   |                             |                             |            | —                   |
| SLAY                                       | 2023   |                             |                             |            | ALL MY GIRLS        |
| ZOMBIE                                     | 2024   |                             |                             |            | ZOMBIE              |

## Видеография

### Музикални видеоклипове
| Година                                     | Видеоклип | Режисьор                          |
| ------------------------------------------ | --------- | --------------------------------- |
| Bon Bon Chocolat на корейски: (봉봉쇼콜라) | 2019      | Бомджин (VM Project Architecture) |
| Adios                                      | 2019      | Уги Ким (GDW)                     |
| Dun Dun                                    | 2020      | Уги Ким (GDW)                     |
| La Di Da                                   | 2020      | Уги Ким (GDW)                     |
| FIRST                                      | 202       |                                   |
| Promise                                    | 2021      |                                   |
| Pirate                                     | 2021      |                                   |
| SLAY                                       | 2023      |                                   |
| ZOMBIE                                     | 2024      |                                   |